# Station Profondeville
Station Profondeville is een voormalig spoorwegstation langs spoorlijn 154 in de gemeente Profondeville. De stopplaats werd door de maatschappij Nord Belge geopend in 1891 en bleef onder de naam 'Profondeville' in dienst tot aan de Eerste Wereldoorlog; vanaf 1901 werden er ter plaatse ook biljetten verkocht. In 1932 werd er opnieuw een stopplaats geopend, evenwel met de naam Rochers de Frène; ze bleef in dienst tot in 1939.
0,0: Namen ·
3,0: Jambes ·
4,8: Velaine ·
7,6: Dave-Nord ·
10,8: Tailfer ·
12,8: Profondeville ·
14,0: Lustin ·
17,0: Godinne ·
20,1: Yvoir ·
21,8: Houx ·
25,8: Bouvignes-sur-Meuse ·
28,0: Dinant ·
29,5: Neffe ·
36,4: Waulsort ·
36,4: Waulsort-Dorp ·
41,8: Hastière ·
44,2: Hermeton-sur-Meuse ·
46,1: Heer-Agimont